# خرچنگ سبز
خرچنگ سبز (نام علمی: Carcinus maenas) نام یک گونه از تیره خرچنگ‌ها شناگر است.
خرچنگ سبز از جانداران شوری‌پذیر به‌شمار می‌آید.